# Torah
Pour les articles homonymes, voir Loi juive.
La Torah ou Tora (en hébreu : תּוֹרָה, « instruction » ; en grec ancien : Νόμος / Nómos, « Loi ») est, selon la tradition du judaïsme, l'enseignement divin transmis par Dieu à Moïse (hébreu : תּוֹרַת־מֹשֶׁה – Tōraṯ Mōshe) sur le mont Sinaï et retransmis au travers de ses cinq livres (hébreu : חמשה חומשי תורה – Ḥamishā Ḥoumshē Tōrā) ainsi que l'ensemble des enseignements qui en découlent,.
Elle est composée de cinq livres désignés en hébreu par un des premiers mots du texte et traditionnellement en français : la Genèse (Berēshīṯ : Au Commencement), l'Exode (Shemōṯ : Noms), le Lévitique (Vayyiqrā : Et il appela), les Nombres (Bamiḏbar : Dans le désert) et le Deutéronome (Devarim : Paroles). Elle contient, selon la tradition rabbinique, 613 commandements[réf. incomplète] et comporte, outre la composante écrite (hébreu : תורה שבכתב, Tōrā sheBikhtāḇ : « Torah écrite »), une dimension orale (hébreu : תורה שבעל פה, Tōrā sheBeʿal Pe : « Torah orale »), ultérieurement compilée dans le Talmud et la littérature midrashique, contrairement à la tradition juive karaïte qui ne prend en compte que la Torah écrite.
Le christianisme appelle Pentateuque les livres traditionnellement attribués à Moïse, terme d'origine grecque Πεντάτευχος / Pentáteukhos qui signifie « Les cinq livres ». Il les reconnaît comme faisant intégralement partie des Écritures canoniques (« Ancien Testament »), bien qu'il en ait partiellement abandonné les préceptes rituels et qu'il ne reconnaisse pas d'autorité aux enseignements rabbiniques. Le christianisme soutient en effet que le message du Christ diffusé par le « Nouveau Testament » conduit à l'accomplissement de la Torah (Matthieu 5, 17-20), désormais objet d'une observance intériorisée et d'une interprétation allégorique, comme l'attestent les écrits de Paul de Tarse dès le milieu du Ier siècle (Première épître aux Corinthiens).
La Torah est considérée par l'islam comme un texte saint qui aurait cependant été falsifié.

## Présentation

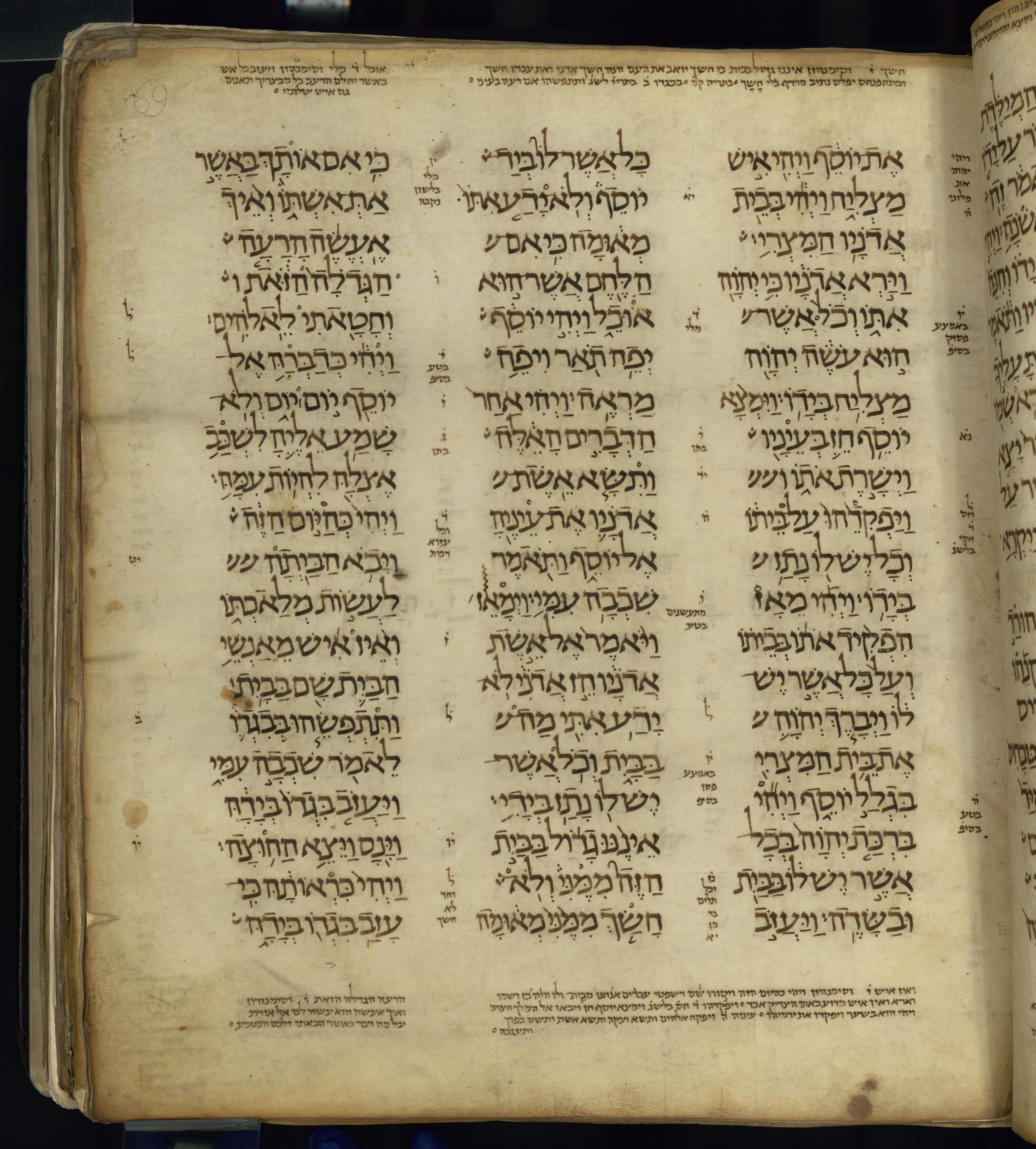
Pentateuque de Damas, Bibliothèque nationale d'Israël.

La Torah désigne stricto sensu la première section du Tanakh — anagramme de l'incipit des cinq premiers livres de la Bible hébraïque — mais le terme est également employé pour désigner tant la loi écrite (Tōrā sheBikhtāv) que la loi orale (Tōrā sheBeʿal Pe), qui contient un ensemble d'enseignements religieux juifs, incluant le Talmud (étude), lui-même formé de la Mishnah (répétition), de la Guémara, du Midrash (récit), et d'autres.

## Composition
La Torah fut, selon la tradition, dictée à Moïse par Dieu sur le mont Sinaï. Pour les juifs, elle a traditionnellement été acceptée comme telle : la parole littérale de Dieu au peuple juif tout entier au mont Sinaï.

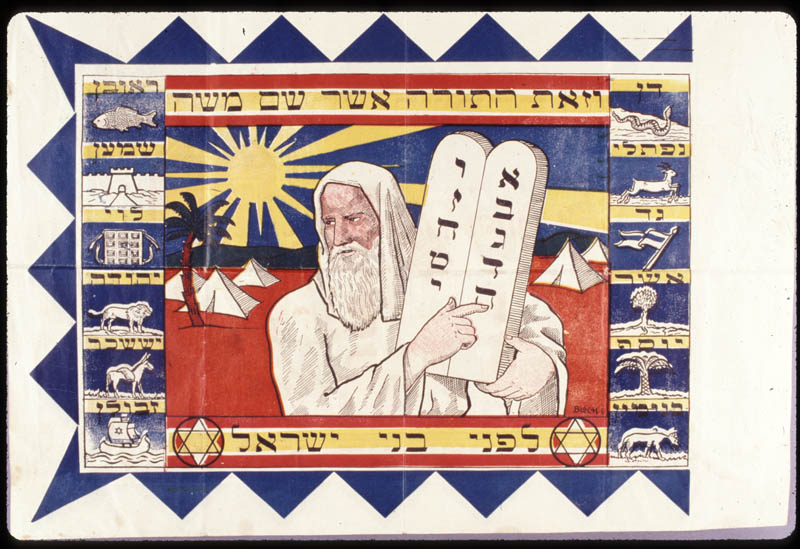
Illustration pour Sim'ha Torah, France (v. 1930).

Toutefois, cette affirmation est remise en cause dès le XIe siècle, notamment par certains érudits et philosophes comme Isaac ibn Yashush (XIe), Moïse Maïmonide (XIIe) et Abraham ibn Ezra (XIIe), qui dressent la liste des « post-mosaica » — textes ou éléments rédigés après l'époque mosaïque — sans remettre pour autant en cause la tradition reçue. Cependant, le premier à rejeter l'idée que Moïse a écrit les cinq livres est Andreas Bodenstein (1486-1541), un théologien protestant qui examine aussi dans son ouvrage la possibilité qu'Esdras soit le véritable auteur du Pentateuque pour finalement la repousser. Le pas est franchi par Baruch Spinoza dans son Tractatus theologico-politicus, où il souligne l'unité organique entre la Torah et les livres « historiques » (de Josué aux Rois) et en attribue la rédaction à Esdras.
Aujourd'hui, après avoir connu un consensus dans les années 1970 autour de l'hypothèse documentaire, diverses autres théories ont refait surface pour expliquer l'origine de la Torah, dont la théorie des fragments et la théorie des compléments. Malgré leurs divergences, ces théories s'accordent toutefois sur le fait que la Torah est une collection de textes mis en commun par des scribes autour de la période de l'Exil et après. La publication de cette littérature de compromis, qui ne cherche pas à gommer les divergences des options théologiques, peut se comprendre comme la mise en place d'une matrice identitaire du judaïsme naissant, une réponse aux changements politiques, économiques et religieux auxquels celui-ci se trouve confronté.
La critique radicale biblique reçoit peu de soutien chez les Juifs orthodoxes. La critique des livres bibliques hors la Torah (Neviim et Ketouvim) est tolérée, quoique d'un mauvais œil, mais l'appliquer à la Torah elle-même est considéré comme erroné, voire hérétique. L'hypothèse documentaire, combattue par l'érudit Umberto Cassuto (XXe), a cependant fait l'objet de commentaires du Malbim (XIXe) et du rabbin Samson Raphael Hirsch (XIXe).

## Étymologie et sens
La racine proto-sémitique du terme תּוֹרָה est *wry, qui évoque en hébreu biblique l'idée d'instruire, d'enseigner à l'oral ou à l'écrit, voire de montrer (« Exode 15:25 », « Psaumes 32:8 », …). La lettre he à la fin du mot hébreu n'est pas une consonne, mais une mère de lecture. Pour cette raison, plusieurs biblistes proposent d'écrire Tora plutôt que Torah, comme c'était l'usage auparavant,.
Cette instruction, notamment dans le Deutéronome, peut servir de base pour rendre un jugement, d'où sa traduction en « loi » (νόμος en grec).

## Quelques traductions de תּוֹרָה
| Langues                                                                                      | Traduction     |
| amharique                                                                                    | ኦሪት            |
| anglais, basque, corse, français, italien, islandais, malgache, occitan, suédois, vietnamien | Torah          |
| allemand, bosnien, danois, croate, picard, polonais, roumain                                 | Tora           |
| arabe                                                                                        | التوراة        |
| araméen                                                                                      | ܐܘܪܝܬܐ         |
| arménien                                                                                     | Թորա           |
| azerbaïdjanais                                                                               | Tövrat         |
| bulgare, ukrainien                                                                           | Тора           |
| cantonais, chinois, wu                                                                       | 妥拉           |
| coréen                                                                                       | 토라           |
| esperanto                                                                                    | Torao          |
| estonien, finnois                                                                            | Toora          |
| grec                                                                                         | Τορά           |
| géorgien                                                                                     | თორა           |
| hindi                                                                                        | तौरात            |
| hongrois, tchèque                                                                            | Tóra           |
| indonésien, malais                                                                           | Taurat         |
| japonais                                                                                     | トーラー       |
| javanais                                                                                     | Torèt          |
| kabyle                                                                                       | Tawrat         |
| kazakh                                                                                       | Тәурат         |
| kurde                                                                                        | Tewrat         |
| marathi                                                                                      | तोराह            |
| néerlandais                                                                                  | Thora          |
| ourdou, persan                                                                               | تورات.         |
| ouzbek                                                                                       | Таврат, Tavrot |
| pendjabi                                                                                     | ਤੌਰਾ             |
| asturien, espagnol, ladino, portugais                                                        | Torá           |
| russe                                                                                        | тора, Торы     |
| somali                                                                                       | Towraad        |
| swahili                                                                                      | Torati         |
| tadjik                                                                                       | Таврот         |
| tamoul                                                                                       | தோரா             |
| tchéchène                                                                                    | Товрат         |
| thaï                                                                                         | โทราห์          |
| turc                                                                                         | Tevrat         |
| turkmène                                                                                     | Töwrat         |

## Enseignement de la Torah

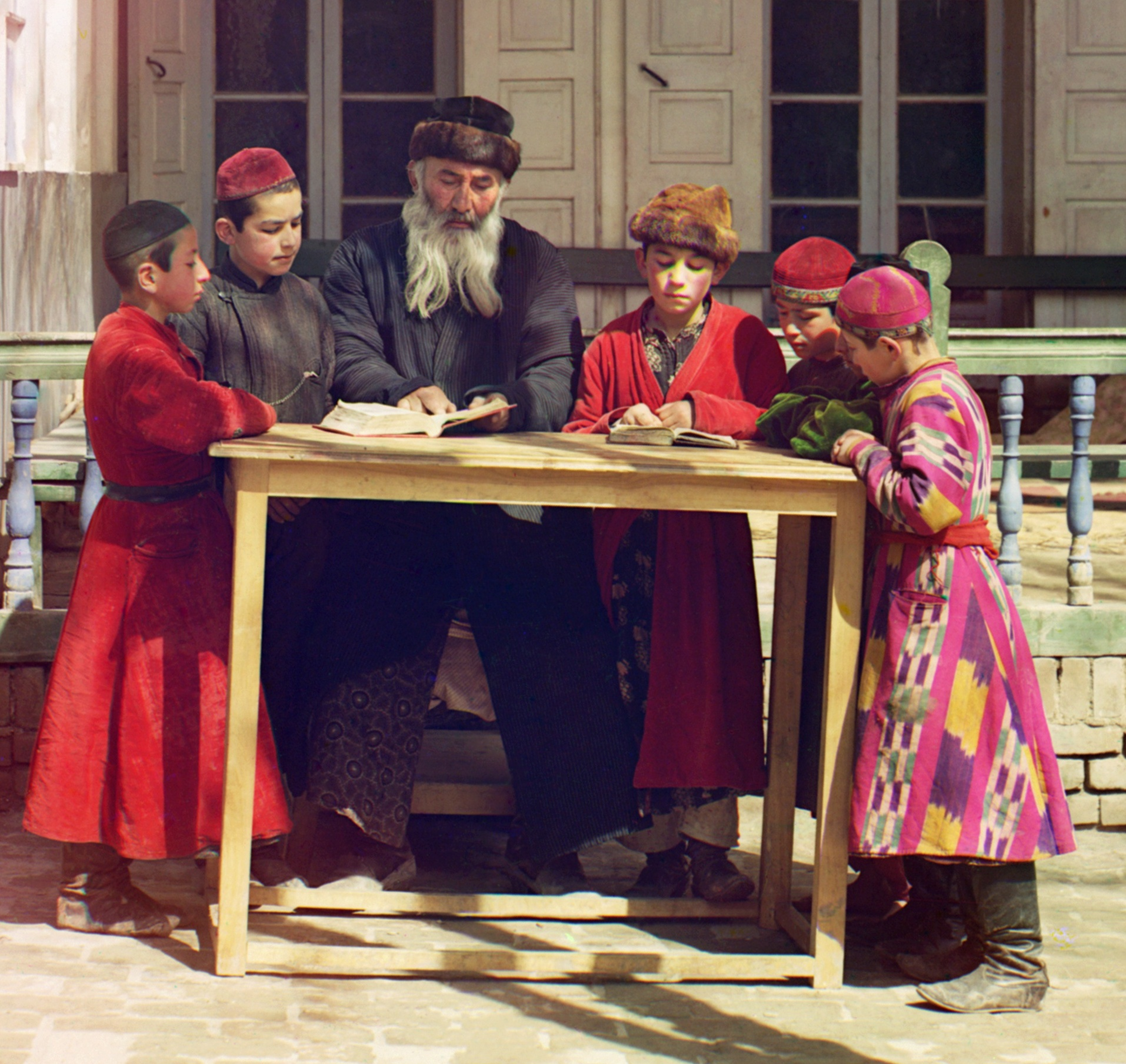
Élèves et professeur au Talmud Torah de Samarcande (1909-1915).

Parmi les enseignements relatés dans le Tanakh, on peut trouver :
- le monde fut créé en six jours et le septième jour (Shabbat), Dieu cessa toute création et le sanctifia (Genèse) ;
- au début, Dieu juge sa création comme excellente (Genèse) ;
- Dieu est désigné parfois par le nom d'Elohim (« Lui-les dieux » selon la traduction du Rav Ashkenazi), parfois sous le Tétragramme YHWH, et parfois sous d'autres noms, comme El Shaddaiï, El Elyon, etc. ;
- l'Adam, qui désigne dans l'au-delà les couples originels avant de se restreindre à l'Homme[réf. nécessaire], est installé dans le Gan Eden (« jardin des délices ») mais en est chassé pour avoir outrepassé le seul interdit. Par la suite, l'humanité déchoit au point que Dieu décide d'effacer la création terrestre en l'engloutissant sous les eaux des mers et des cieux (Genèse) ;
- les descendants de Noé, seul survivant avec les siens, s'égarent à leur tour, sauf l'un d'eux, Abraham, qui redécouvre sa foi monothéiste et, vivant en accord avec cela, sera un modèle de bienveillance et de sincérité. Dieu établit une Alliance avec lui, dont la circoncision sera un acte rituel démonstratif de la soumission à Dieu, se perpétuant dans les nouvelles générations de descendants, qui seront nombreux « comme les étoiles ». Son fils Isaac sera un modèle de rigueur, le fils de celui-ci, Jacob/Israel, un modèle de miséricorde. Malgré leurs faiblesses et défaillances humaines, ils parviennent à s'améliorer et à vivre dans la vertu, ainsi que leurs descendants, ce qui mène l'un d'eux, Joseph, du statut d'esclave à celui de ministre du Pharaon ;
- la population hébreue se plaît en Égypte, jusqu'à ce qu'un pharaon décide de mécroire[pas clair]. Se révélant alors à Moïse qui a vécu comme un maître en Égypte et sera le guide des descendants d'Israël, Dieu libère le peuple de Moïse afin qu'il le serve sur la terre de Canaan, où a habité Abraham (Exode).

Les descendants d'Israël n'en jouiront cependant qu'en le servant, en respectant ses prescriptions, sans quoi ils en seront chassés comme Adam fut chassé du Jardin d'Éden. On peut (artificiellement) subdiviser le service en :
- prescriptions envers Elohim, le Dieu créateur : le reconnaître et le proclamer, ce qui conduit à refuser le polythéisme et l'idolâtrie, respecter un jour de repos hebdomadaire, sanctifier sa nourriture en ne mangeant que des animaux « purs », sanctifier ses rapports conjugaux en refusant des unions interdites (par ex. l'inceste) ou « contre nature » (homosexualité, zoophilie, etc.), lui réserver les prémices de sa récolte, de ses fruits, de son vin, etc. ;
- prescriptions envers 'Adō-nāï, le Dieu providentiel et garant du libre arbitre : respect et amour de son prochain, et de l'étranger, comportement rigoureusement moral et éthique, refus des excès (excès « par excès » comme excès « par défaut »), refus de l'enrichissement personnel s'il appauvrit l'autre, ou ne participe pas à l'enrichissement collectif, etc. ;
- cependant, cette subdivision est totalement artificielle, 'Adō-nāï est Elohim, il est 'Adō-nāï Elohim, et ce n'est pas un hasard si la phrase « Je Suis 'Adō-nāï votre D.ieu » ponctue tant les prescriptions « éthico-sociales » que les prescriptions « rituelles et sacerdotales ». C'est aussi la phrase à proclamer biquotidiennement, le Shema, soit « Écoute Israël, 'Adō-nāï est (notre) Dieu, 'Adō-nāï est Un, soit en hébreu Shemaʿ, Israël, 'Adō-nāï Elohenou, 'Adō-nāï Ehad' » : tout le reste en découle, pour qui réfléchit à ces paroles, y compris « Tu aimeras ton prochain comme toi-même » : ton prochain, c'est l'homme, mais c'est aussi, à tout moment et en tout lieu, le Dieu omniprésent et éternel.

Le peuple croyant que Moise est mort, une petite partie du peuple se fabrique un nouvel intermédiaire par un veau d'or. Surtout, les habitudes contractées en Égypte ont la vie dure : tandis que Moïse se trouve sur le Sinaï, une partie du peuple souhaite se construire une statue en or pour l'honorer comme son dieu. Il faudra errer dans le désert durant 40 ans, le temps que meure la génération qui a connu l'Égypte, jusqu'à Moïse lui-même, le temps qu'Israël apprenne à vivre selon la Torah. Moïse préfère le lui rappeler au seuil de Canaan, avant de mourir en un lieu indéterminé.
Les cinq livres contiennent donc un système de lois et d'éthique, à la fois complet et ordonné (selon la tradition rabbinique, la Torah comporte 613 « Commandements » distincts, positifs — « Fais » — ou négatifs — « Ne fais pas » —, chacun appelé mitzvah, « prescription »), ainsi qu'une description historique des débuts de ce qui deviendrait le judaïsme.
Les cinq livres (en particulier Bereshit/Genèse, la première partie de Shemot/Exode, et une grande partie de Bamidbar/Nombres) apparaissent à première vue plutôt comme un ensemble de narrations apparemment historiques que comme une énumération de lois ; pourtant, beaucoup de concepts, d'idées et de commandements toraïques sont contenus dans ces « histoires », au point que certains disputent leur historicité (cf. infra).
Le Deutéronome est différent des livres précédents : il est écrit à la première personne. Il s'agit en fait, comme indiqué plus haut, du dernier discours et des dernières recommandations de Moïse aux « enfants d'Israël » avant de mourir.

« Dieu a donné la Torah en cadeau au peuple juif… Dieu a fait un plus grand cadeau en leur faisant savoir à quel point elle est précieuse. »

— Mosheh Rabbeinu, Pirkei Avot.
Beaucoup de lois ne sont cependant pas directement mentionnées dans la Torah : elles en ont été déduites par exégèse et traditions orales, avant d'être compilées dans la Mishna, le Talmud, la Mekhilta de Rabbi Ishmaël et autres traités moins souvent étudiés (Baraïta). Le groupe des Karaïtes ne reconnaissant pas l'autorité des rabbanim (maîtres), ils ne suivent tout simplement pas ces lois.
D'autre part, selon la tradition rabbinique du moins, les histoires dans la Torah ne se déroulent pas nécessairement dans l'ordre chronologique, mais parfois par ordre de concept (« le futur expliquant le passé », par exemple). Cette vue est résumée par la maxime talmudique (traité Pessa'him 7a) : « Ein moukdam ou'meou'har baTorah » : « [Il n'y a] pas de « [plus] tôt » et « [plus] tard » dans [la] Torah ».

## Production et utilisation d'uneTorah
Le livre de la Torah existe sous deux formes différentes selon son usage :

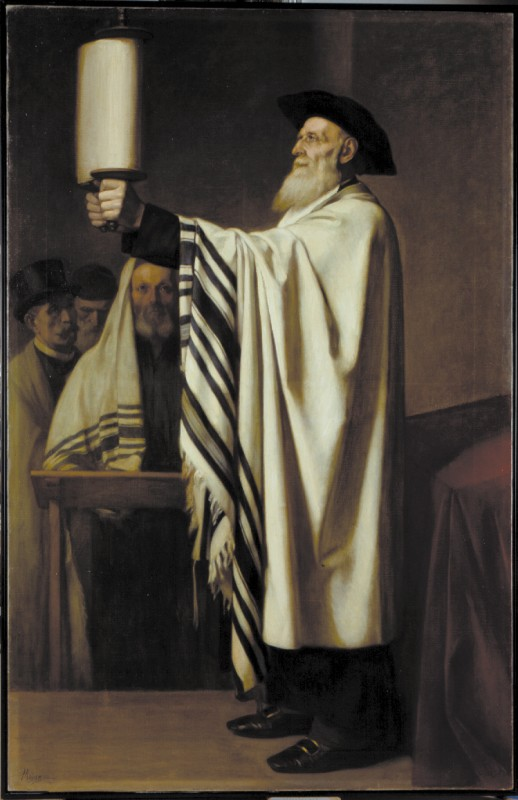
Présentation de la Loi, E. Moyse, (1860). Musée d'art et d'histoire du judaïsme.

- Présentation de la Loi, E. Moyse, (1860). Musée d'art et d'histoire du judaïsme.s'il est rituel, c'est-à-dire pour la lecture lors des offices, la forme du livre est celle de la Torah à l'origine : un parchemin fixé à deux poignées de bois, que l'on déroule au fur et à mesure de sa lecture (et qui, étant donné la plus grande commodité à tenir et dérouler ce rouleau au moyen de la main droite, la majorité de l'espèce humaine étant droitière, se lit de droite à gauche). Ce parchemin est appelé Sefer Torah (« Livre [de] Torah ») ;
- depuis l'imprimerie, le texte de la Torah a été industriellement reproduit pour l'usage quotidien et particulier. Ces versions imprimées sont connues sous le nom de Houmash (plur. Houmashim) (« Cinquième des Cinq Livres »). Elles contiennent généralement des traductions en français, anglais, allemand, russe, etc., ainsi que des commentaires en marge : classiquement, un Houmash contient le Targoum d'Onkelos (IIe) et le commentaire de Rachi (XIe). Certains Houmashim, réunissant plusieurs commentaires classiques (Rachi, Rashbam (XIIe), Rambam (XIIe), Ramban (XIIIe), Ibn Ezra (XIIe), Keli Yakar (XVIe-XVIIe), Sforno (XVe-XVIe), etc.), sont dénommés Miqraot Guedolot (« Grandes Lectures »).

L'écriture des Sifrē Tōrā, ou Sefārīm, se fait selon des règles extrêmement contraignantes et précises, et ne sont confiées en conséquence qu'à des scribes professionnels hautement qualifiés. C'est en vertu de ces règles que ce texte plurimillénaire nous est arrivé inchangé, et que des copies datant de plusieurs siècles, voire de millénaires, sont virtuellement identiques entre elles. L'accent a été mis sur ce souci de précision au point de dire que chaque mot, chaque lettre, chaque signe même est d'origine divine, et que s'il en manquait un seul, le monde s'écroulerait,.
En hébreu, certaines lettres se ressemblent fortement, et la vocalisation peut changer le sens d'un mot. Dans un système basé sur l'analyse jusqu'aux plus subtiles nuances de ces mots, une erreur de lecture peut conduire à une erreur de compréhension et une perversion du message. L'analogie avec la récente notion de code génétique a maintes fois été évoquée.
Les Sefārīm sont considérés comme l'un des plus grands trésors d'une communauté, et l'acquisition d'un nouveau sefer est prétexte à des célébrations festives. Tous les Sifrē Tōrā sont rangés dans l'endroit le plus saint de la synagogue : l'Arche sainte (אֲרוֹן הקֹדשׁ (aron hakodesh) en hébreu) appelée Hēkhāl.
Les versions imprimées de la Torah sont traitées avec grand respect, mais leur sainteté est considérée comme inférieure à celle des Sefārīm qui sont manuscrits ; par exemple, une lettre effacée rend un Sefēr Tōrā impropre à l'usage (passoul), ce qui n'est pas le cas des Ḥoummashīm.

## La Torah, au cœur du judaïsme

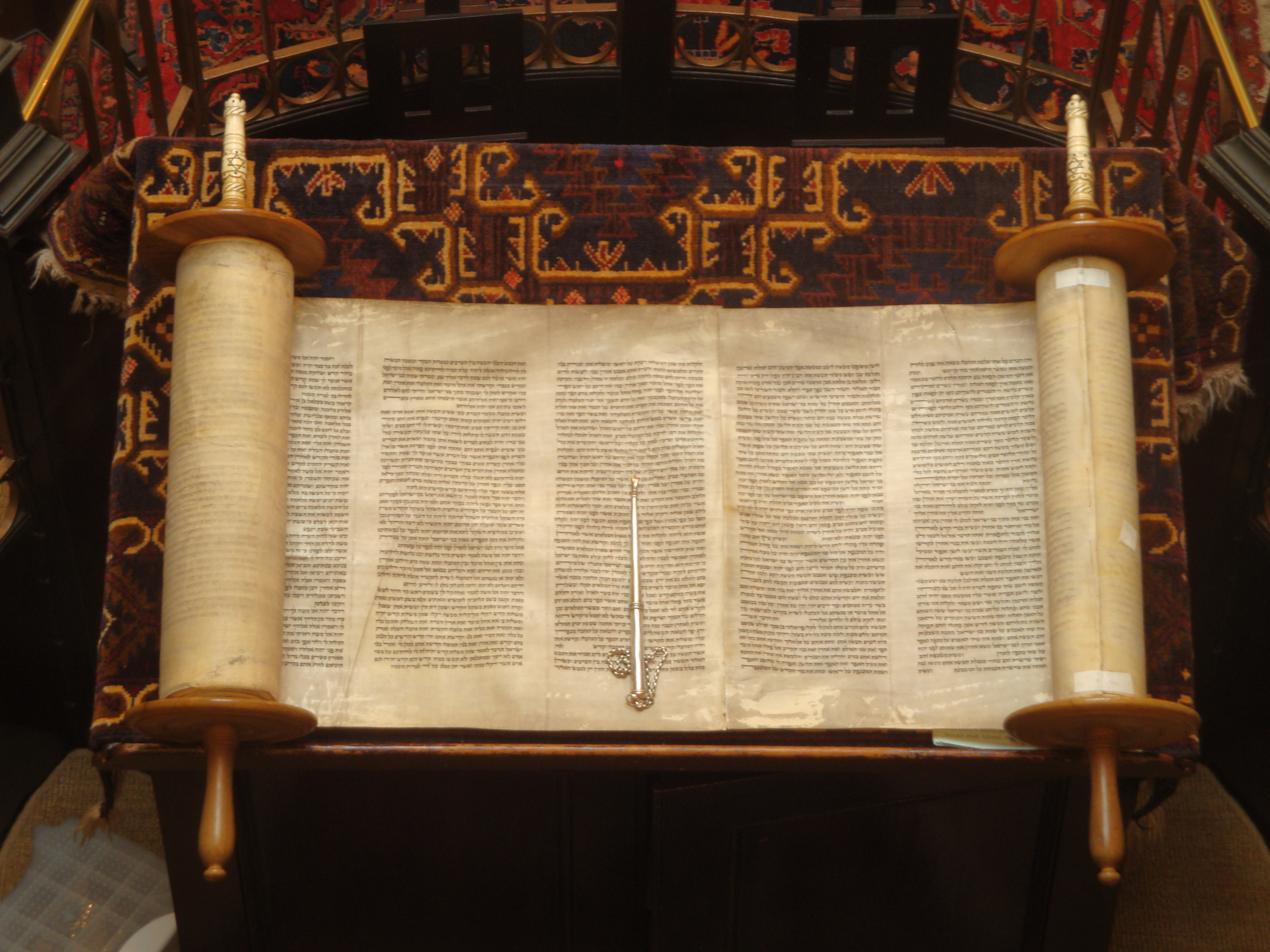
Sefer Torah et son yad.

La Torah est le document autour duquel le judaïsme s'articule : elle est la source de tous les commandements bibliques dans un cadre éthique. Elle est au centre du culte hebdomadaire : chaque Chabbat, une section (parasha) est lue publiquement à la synagogue et les fidèles se disputent l'honneur de « monter à la Torah » pour en lire un paragraphe à l'aide du yad. La cérémonie de Bar-Mitzvah est de même centrée sur la lecture de la Parasha.
D'après la tradition juive, ces livres furent révélés à Moïse par Dieu, dont une partie sur le mont Sinaï.

### Temporalité et scripteur(s)
Diverses opinions circulent dans la littérature rabbinique sur le moment où elle fut révélée entière :
- Pour certains[Qui ?], elle fut donnée d'un bloc sur le mont Sinaï. Dans cette vision, dite « maximaliste », Moïse eut non seulement connaissance de toutes les paroles de Dieu (« et Dieu dit à Moïse ») mais aussi tous les évènements ultérieurs au mont Sinaï jusqu'à sa mort, voire au-delà ;
- D'autres sources pensent que la Torah fut révélée sur le Sinaï jusqu'au Sinaï même, et que le reste serait venu « par épisodes » et ne se serait conclu qu'à la mort de Moïse ;
- Une autre école de pensée (dont le Rav Avraham ibn Ezra est le tenant le plus connu, mais il fut précédé dans cette voie depuis la Haute Antiquité) est que la Torah, bien qu'ayant été écrite par Moïse dans sa quasi-totalité, fut complétée après sa mort par Josué.
- Selon le Talmud de Babylone, Moïse a écrit son propre livre (soit la Torah), la partie de Balaam dans la Torah et le livre de Job. Josué a écrit son propre livre[19] et huit versets de la Torah (dont la description de la mort de Moïse). Samuel a écrit son propre livre, le livre des Juges, et le livre de Ruth. David a écrit le livre des Psaumes « par l'intermédiaire de dix anciens des générations précédentes, rassemblant une collection qui comprenait des compositions d'autres personnes en plus des siennes ». Il a inclus des psaumes écrits par Adam (premier homme), par Melchizédek (roi de Salem), par Abraham, par Moïse, par (en)Héman l'Ezrachite, par (en)Jeduthun, par (en)Asaph, et par les trois fils de Koré. »[20]
- Au sein des 13 articles de foi de Moïse Maïmonide dit Rambam (XIIe), les huitième et neuvième rappellent que la Torah reçue par le biais de Moïse sur le mont Sinaï est une Torah divine et qu'elle n’a jamais subi le moindre changement et restera inchangée à tout jamais. Ainsi, il est interdit d’y apporter la moindre modification[18],[8]. Maïmonide s'appuie notamment sur Devarim/Deutéronome 31, verset 21, où une promesse divine est mentionnée, à travers laquelle Dieu s'engage à faire en sorte que la Torah ne soit jamais oubliée, modifiée ou falsifiée.

D'une manière générale, les tenants du judaïsme orthodoxe s'accordent sur l'origine entièrement (ou quasi entièrement) mosaïque et tout à fait divine de la Torah. En revanche, le judaïsme massorti (ou conservative) accepte la critique biblique en soulignant que si la Torah n'a pas été écrite dans sa totalité par Moïse, elle est néanmoins d'origine divine, les scribes ayant été inspirés par Dieu.

### Message infini

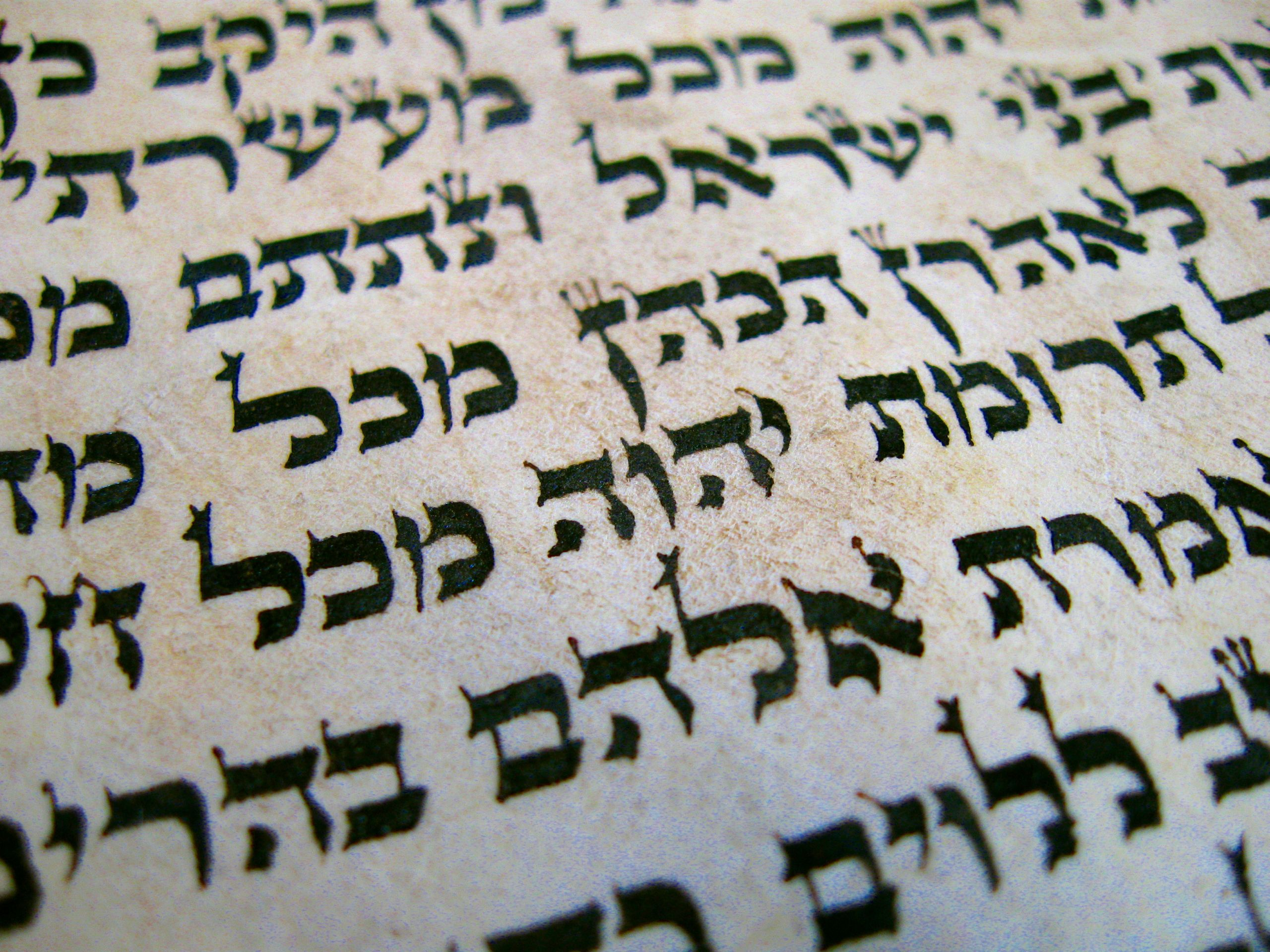
Au centre de cette partie, tétragramme YHWH dans un Sefer Torah (Nb 18:27-30)

D'après cette même tradition, le message de la Torah est infini, ne s'arrêtant pas aux mots. La moindre lettre, la plus petite préposition, voire la cédille de la lettre youd (koutzo shel youd קוצו של יוד, le youd étant la lettre י), les marques décoratives, les répétitions de mots, furent placées là par Dieu afin d'y celer un enseignement. Ceci est valable quel que soit l'endroit où cela apparaît.
Exemples :
- dans le cas de koutzo shel youd, le youd apparaît dans « Je Suis l'Éternel ton Dieu » ou l'occurrence fréquemment répétée « et Dieu parla à Moïse » ;
- on dit que Rabbi Akiva avait déduit une nouvelle loi de toutes les occurrences de la particule ett (את) dans la Torah (Talmud, traité Pessa'him 22b) ; or ett est une particule accusative sans signification propre. Pourtant, « s'il n'avait été écrit « créa Dieu ett les cieux et ett la terre », on aurait pu croire que « cieux » était le nom de Dieu » dit-il dans le traité Haguiga (14a). Mais non, lui répond Rabbi Ishmaël, « ett les cieux pour y inclure tout ce qui s'y trouve, les étoiles et les sphères célestes, ett la terre pour y inclure ce qui la peuple ». Autrement dit, ett marque « l'essence de la chose ».

Contre-exemples :
- le Talmud, rapporte (traité Mena'hot 49) que Moïse, résidant sur le Sinaï, voit Dieu ajouter aux lettres de la Torah des marques graphiques qui n'en modifient pas la lecture. S'étonnant de cette apparente futilité, il s'entend répondre que dans quelques siècles, un sage nommé Akiva ben Joseph en déduira le sens et les règles.
Exauçant la prière de Moïse de comprendre cela, Dieu l'expédie au huitième rang de la Yeshiva de Rabbi Akiva, où précisément, celui-ci enseigne ces lois. Devant l'exposé ardu, Moïse se sent épuisé, lorsqu'un élève se risque à demander d'où Rabbi Akiva tire ces enseignements. Et celui-ci de répondre : « C'est une loi donnée à Moïse sur le Sinaï » !
- bien qu'on ne discute pas de la validité du koutzo shel youd, celui-ci est devenu synonyme de « vétille » en français. Dire de quelqu'un qu'il est le koutzo shel youd est une des formulations de mépris les plus marquées.

Une interprétation kabbalistique de ce principe enseigne que la Torah ne constituait qu'un seul long Nom de Dieu, qui fut brisé en mots afin que les esprits humains puissent le comprendre. Par ailleurs, bien que cette façon de décomposer le Nom soit efficace, puisque nous parvenons à l'appréhender, ce n'est pas la seule.

### Torah écrite et Torah orale

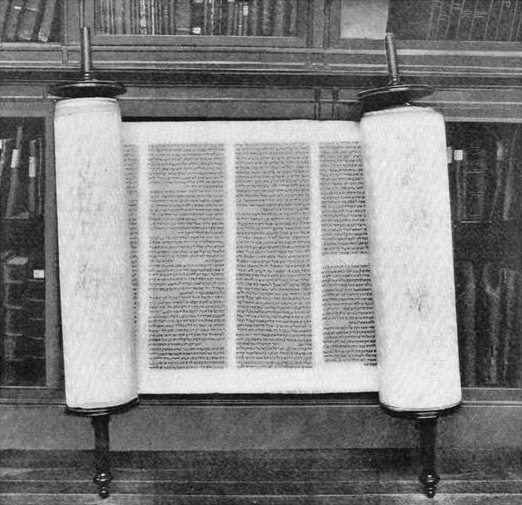
Torah en rouleaux.

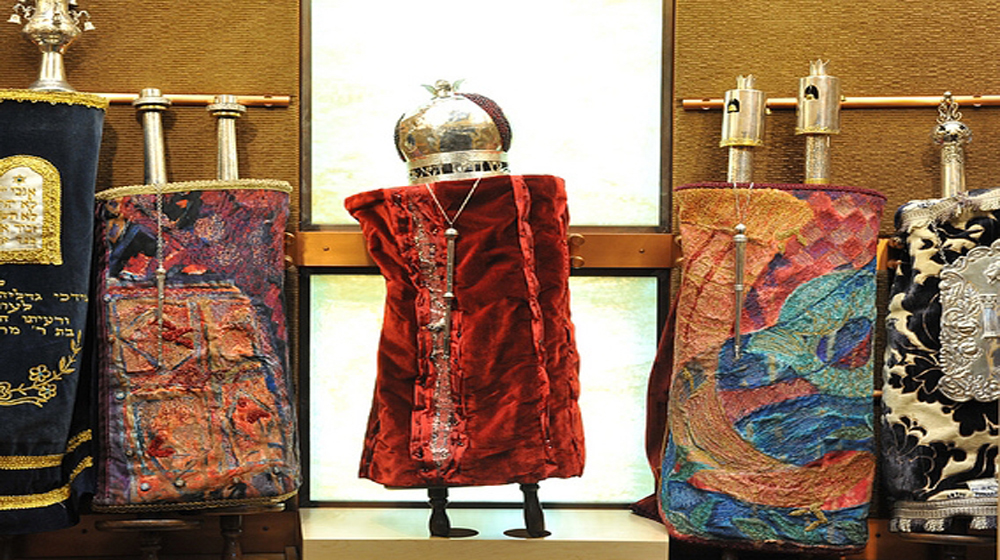
L'arche contient les Sifrei Torah.

Selon les juifs rabbanites, descendants des Pharisiens, et dont les juifs orthodoxes maintiennent fidèlement l'idéologie, une loi orale (Torah SheBe'al Pe) fut donnée au peuple en même temps que la Loi écrite (Torah SheBeKtav), ainsi que le suggèrent de nombreux versets, notamment Ex 25,40. Il s'agissait probablement à l'origine, outre d'explications quant aux prescriptions, de paraphrases orales du texte, explications d'un tel mot, discussion autour de telle idée dans tel verset, mais en tout cas intimement liées à la loi écrite, et la complétant : de nombreuses notions ne sont pas clairement définies dans le texte. Ce souci de se remémorer les paroles des maîtres alla de pair avec une scrupuleuse exactitude dans le respect et l'application des lois.
Ce matériel parallèle fut originellement transmis à Moïse depuis le Sinaï, et de Moïse à Israël oralement. Dans le souci de maintenir le judaïsme dynamique et d'éviter les mésinterprétations, il était interdit de consigner les traditions orales. Cependant, devant l'accumulation de matériel, les divergences d'interprétations, qui tenaient parfois à des nuances infimes d'une part, et d'autre part la destruction de la Judée par les Babyloniens, le haut taux d'assimilation, etc., l'interdit fut levé, lorsqu'il devint évident que l'écriture devenait le seul moyen de préserver l'héritage oral des Anciens.
Le premier à systématiser les lois en catégories fut rabbi Akiva. Son disciple rabbi Meïr y contribua grandement. Toutefois, le gros du travail est le fait de rabbi Juda Hanassi, qui acheva cette compilation, et la nomma Mishna (« Répétition »). Les traditions non incluses dans la Mishna furent consignées comme Baraïtot ([enseignements] « extérieurs ») ou dans la Tosefta (« Supplément »). Des traditions plus tardives furent également codifiées comme Midrashim.
Au cours des quatre siècles qui suivirent, ce petit corpus de lois et enseignements éthiques suffit à fournir les signes et codes nécessaires pour permettre la continuité de l'enseignement des traditions mosaïques, tout en maintenant leur dynamisme, et leur transmission aux communautés principalement dispersées entre Babylone et la terre d'Israël (devenue la province romaine de Syria Palestina).
Toutefois, les circonstances historiques contraignirent les communautés galiléennes d'abord, babyloniennes ensuite, à compiler le corpus de commentaires de la Mishna, dont les allusions, leçons, traditions, etc. synthétisées en quelques centaines de pages furent développées en milliers de pages, appelées Guemara. Important changement, alors que la Torah et la Mishna sont rédigées en hébreu (bien que l'hébreu mishnaïque ne soit plus identique à l'hébreu biblique), la Guemara l'est en araméen, ayant été compilée à Babylone. La notion de Guemara est à peu près équivalente à celle de Talmud en hébreu, terme bien plus connu.
Deux « versions » du Talmud existent, le Talmud de Babylone et celui de Jérusalem, en réalité le résultat des compilations des discussions tenues dans les académies babyloniennes d'une part et galiléennes de l'autre. Le Talmud de Jérusalem ayant été terminé à la hâte, sous la pression des circonstances historiques, deux siècles avant celui de Babylone, c'est ce dernier qui fait autorité lorsque les deux se contredisent (y compris deux versions différentes de l'enseignement d'un rabbi).
Les juifs pratiquants (rabbanites) suivent les explications traditionnelles de ces textes. Les Karaïtes, eux, ne suivent que la Miqra, c'est-à-dire la Torah.

## Autres vues sur la Torah et ses traductions

### Point de vue chrétien

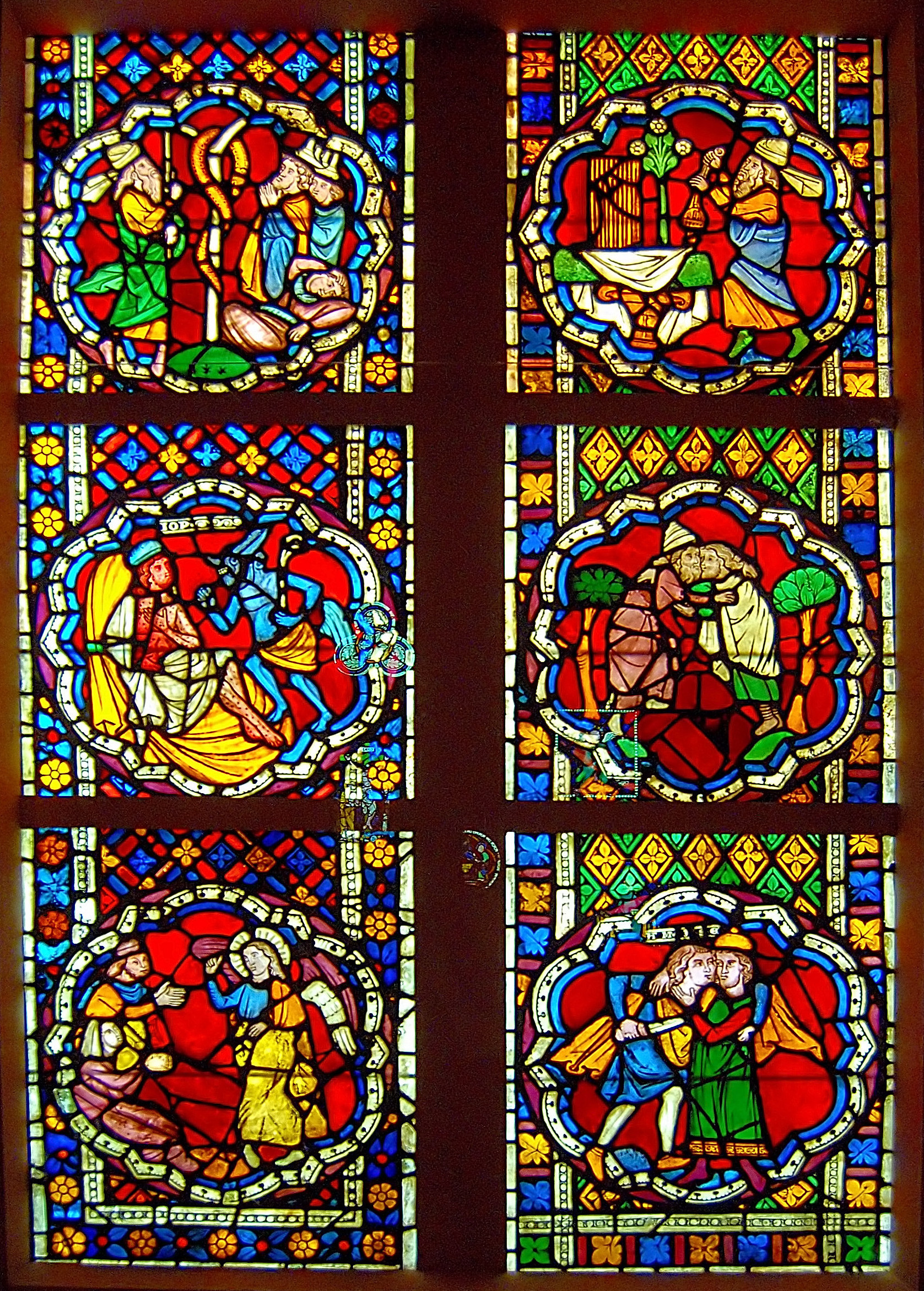
Vitraux gothiques représentant des scènes de l'Ancien Testament (Musée de l'Oeuvre Notre-Dame, Strasbourg)

Le christianisme confirme que les lois torahiques de l'Ancien Testament sont d'origine divine, mais il les réinterprète selon les principes attribués au Christ, lui-même héritier du courant prophétique du judaïsme, privilégiant l'application spirituelle, morale et intérieure des préceptes au légalisme.
Les positions chrétiennes peuvent être résumées notamment comme suit :
- le Nouveau Testament indique que Jésus a contracté une nouvelle Alliance entre lui et son peuple (Hébreux 8 ; interprétation chrétienne de Jérémie 31:31-34), et que dans celle-ci, il est dit que la Torah est gravée sur le cœur de l'individu ;
- il déclara toutes les nourritures « pures » (Marc 7:14-23), ce qui a été interprété comme une abolition des lois alimentaires juives. Quelques chrétiens ont tendance à revenir aux préceptes de « sanctification de la vie » (ou, selon certains, d'hygiène), y compris les lois sur la diète ;
- selon Paul, les sacrifices et la prêtrise préfigurent la mort de Jésus sur la croix en tant que sacrifice expiatoire, ce qui a été interprété par certains comme une invitation à abandonner les rites et rituels juifs après lui. (Hébreux 8:5; 9:23-26; 10:1).

Cependant, le Nouveau Testament prescrit aux chrétiens des lois provenant directement de la Torah, notamment « Aime ton prochain comme toi-même » (Lévitique 19:18 ; comparer avec la Règle d'Or), « Aime ton Dieu de tout ton cœur, ton âme et tes forces » (inspiré du Deutéronome 6:4, c'est-à-dire le Shema Israël) et tous les commandements du Décalogue (Exode 20:1-17). Et Matthieu (5:17) stipule bien que Jésus n'est « pas venu abolir la loi » (la Torah), mais l'accomplir (« la vivre en plénitude »).
Dans l'Église anglicane, la confession de foi de Westminster (1646), par exemple, divise les lois mosaïques en catégories civile, morale et cérémoniale, les seules obligatoires étant les morales. Si le reconstructionnisme chrétien voulut les rétablir toutes en vue de construire une théocratie moderne, d'autres estiment qu'aucune loi civile ne s'applique à eux, celles-ci ayant été rédigées en des temps et circonstances révolus, ce qui n'est pas le cas des obligations morales, ni des principes religieux.
Depuis la fin du XXe siècle, certains groupes chrétiens, inspirés par le judaïsme messianique, ont affirmé que les lois de la Torah devaient être suivies par les chrétiens, dans une optique et une perspective chrétiennes. Les lois alimentaires, le septième jour, et les jours de fête bibliques sont observés (voir Quartodécimanisme), avec toutefois des variations par rapport aux rites juifs, mais pour la raison que Jésus fut crucifié ce jour[Lequel ?].
Ces chrétiens ne voient pas la Torah comme un moyen d'accomplir la rédemption, mais comme un moyen d'obéir plus complètement à Dieu.

### Point de vue islamique
La Tawrat (Torah) est, avec l'Injil (Évangile) et le Zabur (Psaumes de David), l'un des trois Livres qui furent révélés par Dieu avant le Coran, lequel se veut un « rappel » de ces trois livres. Le mot Tawrat est cité en de nombreux endroits du Coran et désigne l'ensemble des livres révélés à Moïse.
L'islam affirme donc que Moïse reçut une révélation, la Tawrat. L'islam fustige toutefois les modifications qui auraient été apportées par les personnes responsables de la conservation des écrits et par certains scribes et prédicateurs, afin de « servir leurs desseins ». D'après la foi islamique, les Écritures juives actuelles ne seraient donc pas la révélation originelle donnée à Moïse, mais contiendraient plusieurs altérations.

### Point de vue samaritain

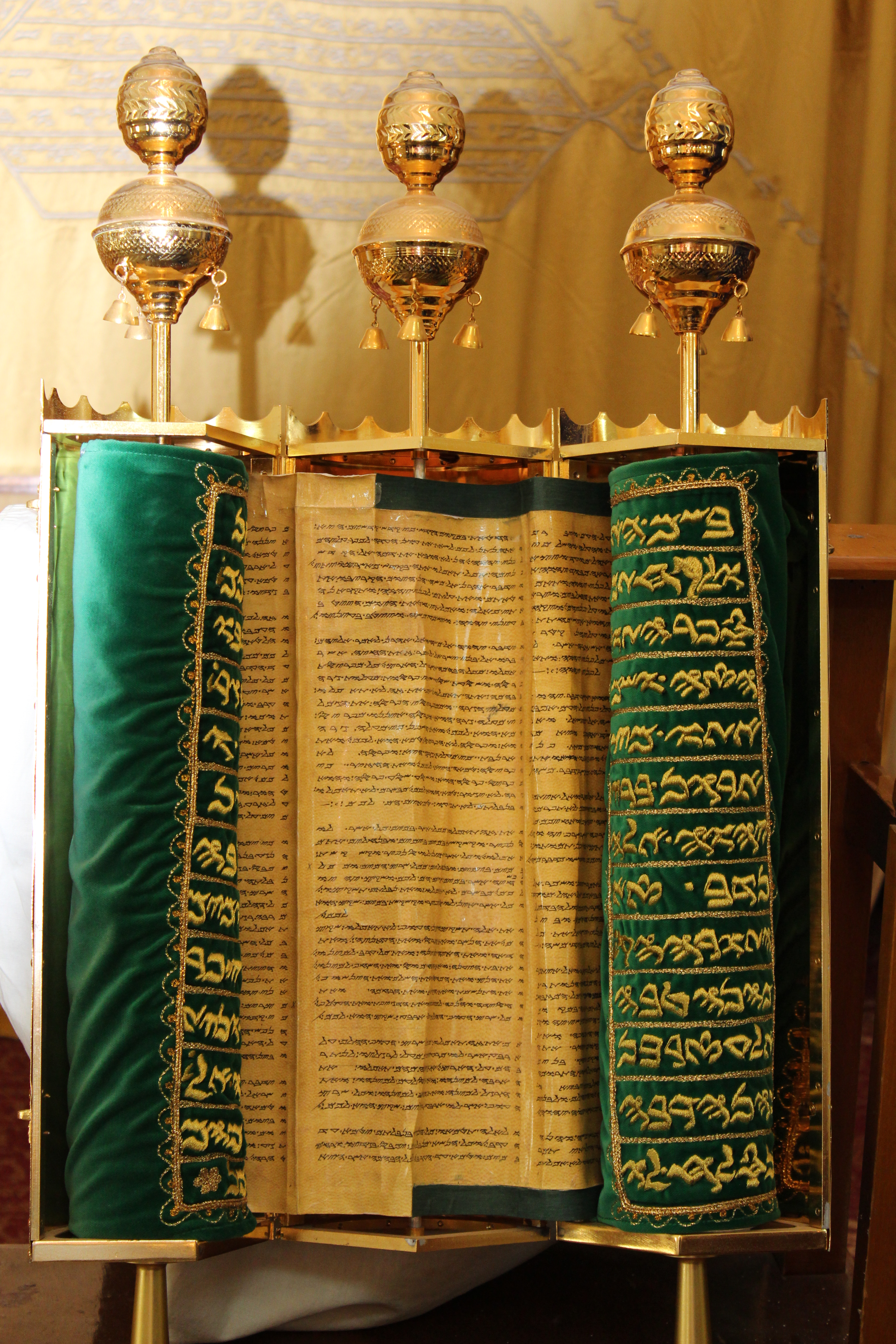
Pentateuque samaritain (synagogue samaritaine du mont Gerizim)

La Torah est la seule partie de la Bible hébraïque que les Samaritains considèrent comme d'autorité divine, à l'exception peut-être du Livre de Josué. Tous les autres livres de la Bible juive sont refusés. Les Samaritains refusent aussi la tradition orale juive (telle qu'exprimée dans la Mishna, puis la Gémara et le Talmud). Le Pentateuque samaritain comporte environ 2 000 versets différents de la version massorétique.
La Bible samaritaine est rédigée en abjad samaritain, la forme primitive de l'alphabet hébreu, dite proto-cananéenne, que les Judéens ont abandonnée pour l'écriture carrée assyrienne. On considère cet alphabet comme fidèle à celui utilisé avant la captivité babylonienne.